# ماساتومو تانیگوچی
ماساتومو تانیگوچی (انگلیسی: Masatomo Taniguchi; ۶ فوریهٔ ۱۹۴۶ – ۳ مهٔ ۲۰۲۱) بازیکن بسکتبال اهل ژاپن بود.